# Lovci u snijegu
Lovci u snijegu je slavna slika flandrijskog slikara Pietera Brueghela starijieg iz 1565. godine. Slika je dio ciklusa koji prikazuju različite dijelove godine u srednjovjekovnoj maniri prikazivanja različitih djelatnosti za svaki mjesec godine, a od kojih je sačuvano samo pet slika. Ona je također i jedna od 16 slika koje je do 1566. god. Bruegel naslikao za Antwerpenskog kolekcionara, Niclaesa Jonghelincka. Nakon njegove smrti ova kolekcija je pripala gradu, a 1604. godine su zabilježene u kolekciji 
Rudolfa II. u Pragu. Od 1659. javlja se na popisu slika nadvojvode Leopolda Williama Habsburškog, nakon čega su smještene u Muzej povijesti umjetnosti u Beču.

## Odlike
Slika prikazuje zimski prizor u kojem se tri lovca u pratnji svojih pasa vraćaju iz lova, umorni i iscrpljeni bez pretjeranog uspjeha u lovu. Tek jedan od lovaca nosi skromno tijelo lisice, a lovci izgledaju dosta umorno i kao da se vuku po snijegu dok su psi kao bezvoljni i pogaženi. Cjelokupni vizualni dojam prikazuje jedan miran, oblačan i hladan dan s monotonim i tmurnim nebom. Ogoljena stabla s beživotnim krošnjama na lijevoj strani slike strše iz beživotno zamrznutog tla. Boje su prigušene, grube i neugodne, a prevladavaju bijela, siva, zelena i crna. Na slici se ističe čitav niz drugih detalja: selo, kuće s malim prozorima i tankim dimnjacima,prekrivene snijegom, i dr.
Sam krajolik čini dolina kroz koju vijuga rijeka i u daljini vidimo zamrznuti mlin i ljude kako se kližu, igraju curling i hokej sa štapovima. Zapravo ljudi su svuda okolo - zima nije zaustavila život. Zamrznuta površina jezera prepuna je klizača, parova koji kližu i drže se za ruke, jedni kližu s elegancijom, a drugi su posrnuli, a ima i onih koji jednostavno sve to promatraju s obale. Dalje, redaju se figure djece koja jurcaju na sve strane s drvenim igračkama, ljudi koji su ispred gostionice zapalili vatru i pripremaju hranu.
No, Brughel je ipak u prvi plan svoje slike stavio lovnu družinu. Uspio je uhvatiti svjetlo, osjećaj i atmosferu kasnog zimskog popodneva u selu i prenijeti ih na platno. Njegova slika ne jenjava već stotinama godina i najvjerodostojniji je prikaz njegove vizije jednog zimskog, seoskog sutona.